# Toutai Kefu
Rodger Siaosi Toutai Kefu (Nukuʻalofa, 8 aprile 1974) è un ex rugbista a 15 e allenatore di rugby a 15 australiano di origine tongana, campione del mondo nel 1999 con gli Wallabies. Dal 2016 ricopre il ruolo di commissario tecnico delle Tonga.

## Biografia
Nato a Tonga, Kefu proviene da una famiglia di rugbisti: suo padre fu internazionale per Tonga e i suoi fratelli sono entrambi professionisti; cresciuto in Australia fin da quando suo padre si trasferì in tale Paese per giocare nei Souths, formazione del Queensland, Toutai Kefu entrò in tale club a 6 anni e vi compì la trafila fino alla prima squadra.
Passò quindi a rappresentare il Queensland e, al momento della nascita del Super Rugby professionistico, entrò nella franchise di Brisbane dei Reds; nel 1997 esordì negli Wallabies in un test match contro il Sudafrica a Pretoria; il suo secondo incontro, un anno più tardi, fu il famoso 76-0 con cui l'Australia batté l'Inghilterra a Brisbane, che costituì al contempo la più pesante - a tutt'oggi - sconfitta internazionale dei britannici, e la - all'epoca - migliore vittoria australiana.
Fu chiamato quindi a far parte della squadra che partecipò alla Coppa del Mondo di rugby 1999 in Galles; in tale edizione di torneo Kefu scese in campo 4 volte, compresa la finale di Cardiff contro la Francia che l'Australia vinse laureandosi campione del mondo; nel biennio successivo fece parte della formazione che vinse due Tri Nations consecutivi, nel 2000 e nel 2001.
A causa di un infortunio non immediatamente recuperabile a una spalla, Kefu non poté essere convocato per la Coppa del Mondo di rugby 2003 che l'Australia disputò in casa; tale infortunio mise fine alla carriera internazionale di Kefu, che già dal febbraio precedente aveva deciso di trasferirsi in Giappone presso i Kubota Spears, formazione di Top League.
Tornato in Australia nel giugno 2009 dopo cinque stagioni in Giappone, ha assunto nel 2010 l'incarico, attualmente detenuto, di allenatore dei Sunshine Coast Stingrays; al termine della stagione ha raggiunto la finale della Premiership del Queensland.
Kefu vanta anche un invito da parte dei Barbarians per un incontro a Twickenham nel 2006 contro un XV dell'Inghilterra.

## Palmarès
- Coppe del mondo: 1
Australia: 1999
- Queensland Premier Rugby: 6
Souths: 1992, 1993, 1994, 1995, 1998, 2000